# 美山町立西武芸中学校
美山町立西武芸中学校（みやまちょうりつ　にしむげちゅうがっこう）は、かつて岐阜県山県郡美山町に存在した公立中学校。

## 概要
- 元々は山県郡美山町と武儀郡武芸川町の学校組合立の武芸中学校であり、旧・山県郡西武芸村と旧・武儀郡東武芸村の中学校であった。1965年（昭和40年）に武芸川町の中学校再編により学校組合が解散となり美山町に移管された。現在は美山町立西武芸中学校に改称している。
- 西武芸中学校という名称の中学校は、本校及び本校の前身の西武芸村立西武芸中学校（1948年～1949年の昭和戦後期に存在した村立中学校、これは西武芸村と山県郡富波村の組合立中学校であった。）もある。何れも名乗ったのは1年程度である。
- 建物は岐阜県立山県高等学校校舎に転用された。跡地は岐阜県立山県高等学校の敷地の一部となっている。

## 沿革
- 1947年（昭和22年）4月1日 -
  - 武儀郡西武芸村に、西武芸村立西武芸中学校が開校。校舎は西武芸小学校の一部を使用。
  - 武儀郡東武芸村に、東武芸村立東武芸中学校が開校。校舎は武芸小学校の一部を使用。東武芸村立東武芸中学校寺尾分校を設置。
  - 12月10日 - 西武芸村と東武芸村で学校組合を結成。西武芸中学校と東武芸中学校を統合し、新たな学校組合立の中学校の設置が決まる。設置場所は両村のほぼ中間地の西武芸村中洞字東杉下に決定する。
- 1948年（昭和23年）
  - 4月1日 - 武儀郡西武芸村東武芸村組合立武芸中学校として開校。
  - 11月 - 西武芸村中洞字東杉下に校舎が完成。
- 1950年（昭和25年）4月1日 - 西武芸村が武儀郡から山県郡に移る。これにより山県郡西武芸村武儀郡東武芸村学校組合立武芸中学校に改称する。(西武芸村が山県郡に移った後も武芸中学校の管轄は引き続き武儀郡教育委員会の所属であった。)
- 1955年（昭和30年）4月1日 - 山県郡西武芸村、富波村、谷合村、葛原村、北山村、北武芸村および武儀郡乾村と合併し美山村が発足。同時に山県郡美山村武儀郡東武芸村学校組合立武芸中学校に改称する。
- 1956年（昭和31年）9月29日 - 南武芸村と東武芸村が合併し、武芸村が発足。同時に山県郡美山村武儀郡武芸村学校組合立武芸中学校に改称する。寺尾分校は武芸中学校から武芸村立博愛中学校に移管される。
- 1964年（昭和39年）4月1日 - 美山村が町制施行し美山町となる。同時に山県郡美山町武儀郡武芸村学校組合立武芸中学校に改称する。
- 1965年（昭和40年）
  - 4月1日 - 武芸村が町制施行にともない武芸川町に改称する。同時に山県郡美山町武儀郡武芸川町学校組合立武芸中学校に改称する。
  - 8月31日 - 学校組合を廃止。旧・東武芸村の地域は新たに開校する武芸川中学校に転入。
  - 9月1日 - 美山町立西武芸中学校に改称する。校区は旧・西武芸村の地域となる。
- 1966年（昭和41年）3月31日 - 乾中学校、富波中学校と統合し、美山南中学校の新設により廃校。